# Míssil superfície-superfície
Un míssil superfície-superfície ( SSM ) o míssil terra-terra ( GGM ) és un míssil dissenyat per ser llançat des de terra o mar i atacar objectius a terra o al mar. Poden disparar-se des de dispositius portàtils o muntats en vehicles, des d'instal·lacions fixes o des d'un vaixell. Sovint funcionen amb un motor de coet o, de vegades, es disparen amb una càrrega explosiva, ja que la plataforma de llançament generalment és estacionària o es mou lentament. En general, tenen aletes i/o ales per a l'elevació i l'estabilitat, encara que els míssils d'alta velocitat o de curt abast poden fer servir l'aixecament corporal o volar una trajectòria balística. La Fieseler Fi 103 va ser el primer míssil terra-terra operatiu.
Els míssils superfície-superfície contemporanis solen ser guiats. Un míssil de superfície-superfície no guiat generalment s'anomena coet (per exemple, un RPG-7 o M72 LAW és un coet antitanc, mentre que un BGM-71 TOW o AT-2 Swatter és un míssil guiat antitanc ).
Exemples de míssils terra-terra inclouen el MGM-140 ATACMS, la bomba de petit diàmetre llançada des de terra (GLSDB) i artilleria de precisió de llarg abast (LRPF).

## Exemples
- Artilleria de precisió de llarg abast (LRPF)
- MGM-166 LOSAT
- ATACMS MGM-140
- Bomba de diàmetre petit (GLSDB)
- PARS 3 LR
- Polifem
- ALES
- Hermes
- Nimrod
- Otomat
- Maitri
- Bina
- Barak-1
- RBS-15
- Kh-35
- Míssil multiusos lleuger
- P-800 Oniks
- Sosna-R

## Tipus
Els míssils terra-terra generalment es descomponen en diverses categories:
- Míssils balístics viatgen en una trajectòria alta, el motor es crema a la meitat del vol
  - Míssil balístic tàctic : rang entre 150 km i 300 km
    - Míssil balístic d'abast de camp de batalla (BRBM): abast inferior a 200 km

  - Míssil balístic de teatre (TBM): rang entre 300 km i 3500 km
    - Míssil balístic de curt abast (SRBM): Abast 1000 km o menys
    - Míssil balístic de medi abast (MRBM): rang entre 1000 km i 3500 km

  - Míssil balístic d'abast intermedi (IRBM) o míssil balístic de llarg abast (LRBM): rang entre 3500 km i 5500 km
  - Míssil balístic intercontinental (ICBM): abast superior a 5500 km
  - Míssil balístic llançat des de submarí (SLBM): llançat des de submarins de míssils balístics (SSBN), tots els dissenys actuals tenen abast intercontinental.
- Els míssils de creuer viatgen molt a prop del terra, el motor es crema durant tot el vol, abast típic 2500 km (1500 mi)
- Els míssils guiats antitanc viatgen a poca alçada del terra, poden o no cremar el motor durant el vol, rang típic 5 km (3 mi)
- Els míssils antivaixell viatgen a baixa altura sobre el terra i el mar i, sovint, reboten abans de colpejar el vaixell objectiu; rang típic 130 km (80 mi)

__
- Els mísils balístics viatgen en una ruta alta, el motor es crema a la meitat del vol
  - Misil balístic tàctic: rango entre 150 km i 300 km  
    - Misil balístic de camp de batalla (BRBM): amb un abast inferior a 200 km 

  - Misil balístic de teatre (TBM): rang de 300 km a 3500 km  
    - Misil balístic de curt abast (SRBM): Alcance de 1000 km o menys 
    - Misil balístic de mig llarg abast (MRBM): rang de 1000 km a 3500 km  

  - Misil balístic de llarg abastMisil balístic de llarg abast abast (LRBM): rang de 3500 km a 5500 km  
  - Misil balístic intercontinental (ICBM): alcance superior a 5500 km 
  - Misil balístic llançat des submarí (SLBM): llançat des de submarins de mísils balístics (SSBN), tots els dissenys actuals tenen un abast intercontinental.
- Els mísils de cruceros viatgen molt a prop del sòl, el motor es crema durant tot el vol, un abast típic de 2500 km (1500 mi)
- Els mísils antitanc guiats viatgen a poca altitud del sòl, poden o no cremar el motor durant el vol, rango típic de 5 km (3 mi)
- Els mísils antibarc viatgen a baixa altitud sobre terra i mar i, sovint, reboten abans de colpejar el vaixell objectiu; rango típic 130 km (80 mi)

Les diferents parts desglossen el tipus de míssil segons l'abast de manera diferent. Per exemple, el Departament de Defensa dels Estats Units no té una definició de LRBM i, per tant, defineix un míssil balístic intercontinental com aquells míssils amb abast superiors a 5.500. km (3500 mi). L'Institut Internacional d'Estudis Estratègics tampoc no defineix un rang per als LRBM, i defineix els SRBM com a rangs una mica més curts que la definició utilitzada pel Departament de Defensa.